# 360號堪薩斯州州道
360號堪薩斯州州道（英語：Kansas State Highway 360，簡稱K-360）為美国堪薩斯州考利縣境內的東西向州级公路，亦為溫菲爾德之外環公路，環繞該市南側與東側。西起溫菲爾德南部之77號美國國道，東至溫菲爾德東部之160號美國國道，全長共計3.469英里（5.583）。雖然公路端點皆位在溫菲爾德境內，惟在途中仍然會穿越城市邊界多次。

## 路線概述
360號堪薩斯州州道以位於溫菲爾德南部與77号美国国道交會之路口為起點，自此開始路線先往東再稍微往南彎行，之後沿著溫菲爾德南側向東北直行，通過惠特路（Wheat Road）路口後轉往東向，接著再由東向北彎行並沿著溫菲爾德東側直行約0.5英里（0.80）後與160号美国国道交會，即為此公路之末端。
360號堪薩斯州州道全線非屬美國國家公路系統的一部分。西段之交通流量較東段高，公路西端至里程1英里之間路段所測得之年平均日交通量為2,235輛次，里程1英里至2英里之間路段為1,703輛次，里程2英里至公路東端之間路段則是1,179輛次。全線路面皆以波特蘭水泥混凝土鋪設。

## 歷史
360號堪薩斯州州道於1997年首次在堪薩斯州公路地圖中記載，全線至今未曾有重大變革。

## 主要交會點
全線均位於考利縣境內。
| 地點                                       | 英里  | 公里  | 接點                                    | 備註 |
| ------------------------------------------ | ----- | ----- | --------------------------------------- | ---- |
| 溫菲爾德                                   | 0.000 | 0.000 | 77號美國國道—哈克尼、阿肯色城、道格拉斯 | 西端 |
| 溫菲爾德                                   | 3.469 | 5.583 | 160號美國國道—牛津、伯登                | 東端 |
| 1.000英里＝1.609公里；1.000公里＝0.621英里 |       |       |                                         |      |

## 外部連結
- KDOT State Map （页面存档备份，存于）
- Kansas Highways Routelog